# Ōi (kryssare)
Ōi (大井) var den fjärde av fem lätta kryssare i Kuma-klassen, som tjänstgjorde i den kejserliga japanska flottan under andra världskriget. Hon var uppkallad efter floden Ōi i prefekturen Shizuoka i Japan.

## Bakgrund
Efter byggandet av kryssarna i Tenryū-klassen blev det uppenbart att konceptet med små kryssare hade sina brister. I slutet av 1917 skrinlades planerna på ytterligare sex fartyg i Tenryū-klassen, plus tre nykonstruerade 7 200-tons (7 300 ton) spaningskryssare, till förmån för ett mellanfartyg i 5 500-tons (5 600 ton) klassen som kunde användas både som spaningsfartyg med lång räckvidd och hög hastighet och även som ledningsfartyg för jagar- eller ubåtsflottiljer.

## Design
Fartygen i Kuma-klassen var i huvudsak förstorade versioner av kryssarna i Tenryū-klassen, med högre hastighet, räckvidd och tyngre bestyckning.
Med förbättringar i tekniken för ångturbiner kunde fartygen i Kuma-klassen uppnå en hög hastighet på 36 knop (67 km/h) och en räckvidd på 9 000 nautiska mil (17 000 km) vid 10 knop (19 km/h). Antalet 14 cm/50 kanoner ökades från tre på Tenryū-klassen till sju på Kuma-klassen och det fanns plats för 48 sjöminor. Torpedtuberna ökades också till fyra dubbelmonterade: dock förblev Kuma-klassen mycket bristfällig i luftvärnsskydd, med endast två 8 cm/40 kanoner och två kulsprutor.

## Tjänstgöring

### Tidig tjänstgöring
Ōi färdigställdes vid Kawasakis varv i Kobe den 4 maj 1921. Från 1928 till 1931 var hon ett utbildningsfartyg vid den kejserliga japanska flottakademin i Etajima, Hiroshima, och kommenderades av kapten Nishizō Tsukahara från november 1929 till december 1930 och av kapten Masaichi Niimi från april till oktober 1931. Vid tiden för Shanghaiincidenten 1932 omplacerades Ōi till patrullering av den kinesiska kusten, men hon återupptog sin träningsroll från slutet av 1933 till mitten av 1937. Efter augusti 1937, när det andra kinesisk-japanska kriget fortsatte att trappas upp, fick Ōi (under befäl av kapten Kiyohide Shima) i uppdrag att bevaka de japanska styrkornas landstigningar i centrala Kina, men den tilldelades återigen utbildningsuppgifter från december 1937 till slutet av 1939.
Den 25 augusti 1941 återvände Ōi till Maizuru för ombyggnad till en "torpedkryssare" med 10 fyrdubbelt monterade torpedtuber (totalt 40 rör), som rymde långdistanstorpeder av typ 93 "Long Lance" med syrgasdrivning arrangerade i två bredsidor om fem rader, dvs. 20 per sida. Modifieringarna slutfördes den 30 september och Ōi tilldelades 9:e kryssardivisionen 1:a flottan tillsammans med sitt systerfartyg Kitakami.

### Tidigt i Stillahavskriget
Under attacken mot Pearl Harbor den 7 december 1941 eskorterade Ōi den Kombinerade flottans slagskeppsstyrka från dess ankarplats vid Hashirajima i Hiroshimabukten till Boninöarna och tillbaka.
Den 12 januari 1942 inspekterade stabschefen konteramiral Matome Ugaki Ōi och uttryckte sitt starka ogillande av flottans planer på att använda de nyligen ombyggda torpedkryssarna och uppmanade till en översyn av flottans taktik. Medan den kejserliga japanska flottans generalstab debatterade frågan fick Ōi uppdraget att eskortera transporter mellan Hiroshima och Mako, Pescadorerna från slutet av januari till mitten av april.
Den 29 maj, under slaget vid Midway, ingick Ōi i viceamiral Shirō Takasus styrka och återvände säkert till Yokosuka den 17 juni.

### Användning som ett snabbt trupptransportfartyg
Från augusti-september omvandlades Ōi och Kitakami till snabba trupptransportfartyg. Deras 10 fyrdubbla torpedtuber reducerades till sex, för totalt 24 eldrör. De utrustades med två landningsfarkoster av Daihatsu-klass och med två trippelmonterade 25 mm luftvärnskanoner av typ 96. Sjunkbombsrälsar installerades också.
Från slutet av oktober till större delen av december transporterade Ōi trupper och förnödenheter från Truk och Manila till Rabaul, New Britain och Buin, Bougainville. Den 21 november upplöstes 9:e kryssardivisionen och Ōi placerades direkt under den Kombinerade flottan. Den 24 december återvände Ōi till Kure för underhåll.
Från den 12 januari 1943 deltog Ōi i operationen för att förstärka de japanska styrkorna i Nya Guinea. Hon transporterade en konvoj med armens 20:e infanteridivision från Pusan till Wewak, Nya Guinea via Palau i januari, och en konvoj med 41:a infanteridivision från Qingdao till Wewak i februari.
Den 15 mars tilldelades Ōi Sydvästra flottan och fick i uppdrag att eskortera två konvojer från Surabaya till Kaimana, Nya Guinea i april, och från Surabaya till Ambon och Kaimana i maj. I Makassar den 23 juni attackerades hon av Consolidated B-24 Liberator bombplan från USAAF 5th Air Force's 319th Bombardment Squadron, men hon skadades inte.
Den 1 juli tilldelades Ōi 16:e kryssardivisionen i Sydvästra flottan och baserades i Surabaya som patrullfartyg. Efter patruller i Javasjön reparerades hon i Singapore i augusti.

### Operationer i Indiska oceanen
Från slutet av augusti 1943 till slutet av januari 1944 utförde Ōi och Kitakami fyra trupptransporter från Singapore och Penang till Andamanerna och Nikobarerna i Indiska oceanen.
Från den 27 februari fick Ōi, tillsammans med den lätta kryssaren Kinu och jagarna Uranami, Amagiri och Shikinami, i uppdrag att eskortera de tunga kryssarna Tone, Chikuma och Aoba för räder i Indiska oceanen, men stannade i allmänhet i närheten av Singapore och Balikpapan och Tarakan på Borneo fram till slutet av april. Under maj månad var Ōi främst involverad i trupptransporter mellan Tarakan, Palau och Sorong, och i juni omplacerades hon till patruller i Javasjön.
Den 6 juli lämnade Ōi Surabaya för Manila. Den 19 juli siktades hon i Sydkinesiska havet, 570 nautiska mil (1 060 km) söder om Hongkong av den amerikanska flottans ubåt USS Flasher. När kryssaren var 1 300 meter akterut avfyrade Flasher sina fyra aktertuber och träffade Ōi med två torpeder på babords sida akterut. En var en blindgångare, men den andra torpeden exploderade och översvämmade Ōis akterliga maskinrum. Flasher avfyrade sedan fyra bogtorpeder från 3 200 meter, men alla missade. Klockan 17:25 sjönk Ōi med aktern före vid 13°12′N 114°52′E. Jagaren Shikinami, som hade försökt bogsera den nödställda kryssaren i säkerhet innan den bröts itu och sjönk, räddade kapten Shiba och 368 besättningsmän, men ytterligare 153 besättningsmän gick under med fartyget.